# Ératosthène d'Athènes
Pour les articles homonymes, voir Ératosthène (homonymie).
 (décembre 2016).
Si vous disposez d'ouvrages ou d'articles de référence ou si vous connaissez des sites web de qualité traitant du thème abordé ici, merci de compléter l'article en donnant les références utiles à sa vérifiabilité et en les liant à la section « Notes et références ».
Ératosthène d'Athènes (en grec ancien : Ἐρατοσθένης / Eratosthenes) était l'un des Trente tyrans choisis pour gouverner la cité d'Athènes après la guerre du Péloponnèse.

## Gouvernement des Trente
Après leur défaite contre les Spartiates, les citoyens d'Athènes durent choisir trente oligarques afin de servir de gouvernement. Les Trente instituèrent un gouvernement répressif et procédèrent à de nombreuses purges. Ils furent renversé par un coup d'état notamment financé par le métèque Lysias.

## Procès par Lysias
Il est le sujet du discours de Lysias intitulé Contre Ératosthène (12e discours), dans lequel Lysias l'accuse du meurtre de son frère. Le discours développe plusieurs aspects, comme l'utilisation par les Trente du racisme à des fins mercantiles ou le double discours de ceux-ci.
Selon certains auteurs, il est également le sujet d'un autre discours de Lysias, Sur le meurtre d'Ératosthène (1er discours). Toutefois, l'âge du tyran ne correspond pas au contexte du second discours : il aurait dû être âgé d'au minimum 18 ans en 411 pour avoir été triérarche, et de 30 ans à la période des Trente en 403/402. Mais Sur le meurtre d’Ératosthène suggère que l’Ératosthène évoqué dans le discours était âgé de moins de 30 ans au moment de sa mort, étant référé comme νεανισκος / neaniskos, mot normalement utilisé par Lysias pour des hommes plus jeunes.